# Christine Albanel
Pour les articles homonymes, voir Albanel.
Christine Albanel, née le 25 juin 1955 à Toulouse (Haute-Garonne), est une femme politique et femme de lettres française.
Agrégée de lettres, conseillère d’État et proche de Jacques Chirac, elle est l’auteure de ses principaux discours à la mairie de Paris et à l’Élysée. En 2003, elle est nommée présidente de l’établissement public du château de Versailles.
Elle est ministre de la Culture et de la Communication de 2007 à 2009, et brièvement porte-parole du gouvernement en 2007, sous la présidence de Nicolas Sarkozy. À cette fonction, elle porte notamment une réforme de l'audiovisuel, ainsi que la controversée loi Hadopi, qui entraîne son départ du gouvernement. Elle intègre ensuite France Télécom (devenu Orange) en 2010.

## Biographie

### Famille et formation
Fille de médecin toulousain, Christine Marie Albanel est divorcée de Philippe Guilhot de Lagarde. Elle a un enfant.
Après une scolarité au Cours catholique Saint-Thomas d’Aquin et au lycée public Saint-Sernin à Toulouse, elle suit des études de lettres à la Sorbonne à Paris et obtient l’agrégation de lettres modernes. Elle devient professeure de français au lycée technique Saint-Lambert à Paris, dans une classe de BEP bâtiment. 
Sa première rencontre avec la politique se fait à 13 ans, par l’intermédiaire de son oncle de 20 ans, étudiant en sociologie et militant de gauche en 1968 qui, dit-elle, était dans l'« utopie ». Elle affirme que malgré son prestige, elle s'est construite politiquement contre lui et son discours qu'elle considérait comme « extrême ».

### « Plume » de Jacques Chirac
Présentée par son cousin, Jean-Bernard Mérimée, alors chef du protocole au palais de l’Élysée, elle est de 1979 à 1981 attachée de presse d’Anne-Aymone Giscard d'Estaing, en tant que chargée de mission au secrétariat général de l’Élysée.
Après l’élection de François Mitterrand à la présidence de la République en mai 1981, elle réintègre l’Éducation nationale et occupe pendant l’année scolaire 1981-1982 un poste à Luzarches.
Denis Baudouin la fait venir à l’hôtel de ville de Paris, où elle est chargée d’écrire les discours de Jacques Chirac, comme Alain Juppé avant elle. Elle rejoint ensuite le cabinet de Jacques Chirac lorsqu’il est nommé Premier ministre en 1986 pour continuer à écrire ses discours.
En 1988, Christine Albanel retrouve la mairie de Paris, où elle est nommée directrice adjointe du cabinet du maire. Elle fait aussi partie de l’équipe qui prépare la campagne présidentielle de 1995, autour de Maurice Ulrich. Jacques Chirac ayant été élu président de la République, elle le suit à l’Élysée. C’est elle qui rédige le discours du Vel’ d’Hiv de juillet 1995 par lequel Jacques Chirac reconnaît la responsabilité de la France dans la déportation des Juifs, ainsi que l’hommage à François Mitterrand prononcé au soir de sa mort le 8 janvier 1996. Elle devient également conseillère pour l’éducation et la culture et est nommée conseillère d’État au tour extérieur en 2000.
Sur le plan électif, elle est conseillère régionale d’Île-de-France de 1986 à 1992 et de 1998 à 2004. Elle est aussi secrétaire nationale auprès du délégué général à l’éducation, à la formation et à la culture du RPR (1992-1995) puis secrétaire nationale de l’UMP chargée de l’animation d’un groupe de réflexion sur l’évolution des programmes scolaires (2003).

### Présidente de l'établissement public du château de Versailles
Elle est nommée en juillet 2003 à la tête de l’établissement public du musée et du domaine national de Versailles, où elle succède à Hubert Astier. La nomination d’une personnalité administratrice et non d’une personnalité scientifique à la tête d’un tel établissement a cependant ému le monde des conservateurs et des historiens d’art. 
Son action a ensuite été contestée, les spécialistes de la période l’accusant de sacrifier la conservation et la recherche scientifique au profit de la fréquentation toujours plus grande du site et au marketing. Elle a en effet largement ouvert le palais aux événements en cherchant à « l’inscrire dans la modernité », accueillant par exemple une exposition de robes de mariées de Christian Lacroix dans la chapelle royale, et fait appel au secteur privé pour la rénovation et la valorisation du château.

### Ministre de la Culture et de la Communication

#### Nomination et difficultés

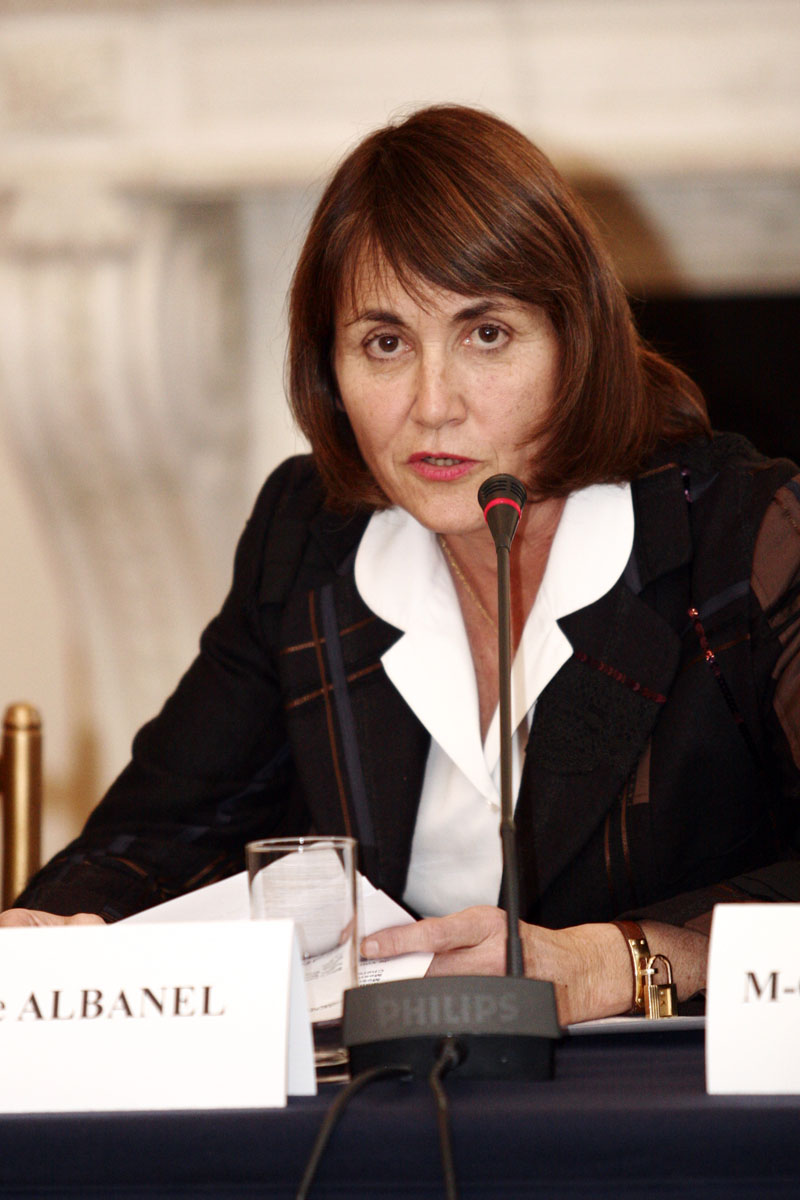
Christine Albanel en 2007.

Le 18 mai 2007, elle est nommée ministre de la Culture et de la Communication et porte-parole du gouvernement dans le premier gouvernement de François Fillon. Reconduite en juin 2007 dans le deuxième gouvernement Fillon, elle perd toutefois le poste de porte-parole, confié à Laurent Wauquiez, jugé meilleur communicant et plus politique. Christine Albanel est également membre du conseil scientifique et d’évaluation de la Fondation pour l'innovation politique (Fondapol).
Ses débuts sont difficiles : plusieurs fois annoncée sortante lors des remaniements ministériels, elle est selon Le Monde peu appréciée par Nicolas Sarkozy et doit rivaliser avec l’influent conseiller culturel de l’Élysée, Georges-Marc Benamou. Après la sortie du conseiller du giron élyséen, elle est confrontée en janvier 2009 à la constitution du Conseil de la création artistique, dont le délégué général Marin Karmitz est présenté comme un nouveau « ministre-bis ».
En outre, plusieurs annonces émaillent ses premiers mois. Capital révèle en juin 2007 qu’elle diffère la publication du rapport 2007 de la commission de récolement des dépôts d’œuvres d'art, faisant état de 17 000 disparitions d’objets du patrimoine historique, dont certains confiés à des ministères, ambassades ou élus. Le rapport est finalement présenté en janvier 2009 et la commission pérennisée. 

#### Création artistique et diffusion
Affirmant l’échec des démocratisations et décentralisation culturelles à travers « une politique d’addition de guichets et de projets au détriment de la cohérence d’ensemble [et] une prise en compte insuffisante des publics (…) davantage attachée à augmenter l’offre qu’à élargir les publics », Nicolas Sarkozy la charge d’appuyer la démocratisation sur l’éducation culturelle et artistique et les médias. Elle est aussi chargée d’adapter le monde culturel à la « révolution numérique » et de préserver la création artistique des risques de la contrefaçon.
Ainsi, partageant le désir de réformes profondes de Nicolas Sarkozy, elle mène le plan de modernisation des politiques publiques pour le ministère de la Culture, qui doit le voir se recentrer sur ses missions prioritaires, et sa réorganisation autour de trois directions générales et du regroupement des sept corps d’inspection du ministère.
Elle met également en place en février 2008 les « Entretiens de Valois » sur le spectacle vivant, aboutissant un an plus tard à trois pistes de réformes : une refonte des labels de l’État aux établissements et aux compagnies, un partenariat avec les collectivités territoriales où l’État serait plus « partenaire » que « prescripteur » et une meilleure « circulation des artistes et des productions ».
Après l’essai de la gratuité de musées français voulu par le président de la République, elle le convainc de la limiter aux jeunes et aux collections permanentes. Elle met également en place l’enseignement artistique en primaire.

#### Affaire des têtes maories
En octobre 2007, elle s’oppose à la restitution d’une tête de guerrier māori tatouée conservée par le Muséum d'histoire naturelle de Rouen. En effet, en réponse à la demande de retour de tous les restes de dépouilles māori dispersés dans le monde entier, formulée depuis 1992 par le musée national néozélandais Te Papa Tongarewa, le conseil municipal de Rouen ordonne la restitution de la tête, mais le ministère de la Culture fait annuler la décision par le tribunal administratif de la ville le 27 décembre 2007. Pour les partisans de la restitution, ces têtes étaient considérées comme des morceaux de corps humains devant être rendues au nom de la loi sur la bioéthique de 1994, tandis que pour la ministre, en vertu de l'article 11 de la loi du 4 janvier 2002 sur les musées de France, il s'agit de pièces de collections publiques (en l'occurrence anthropologiques), qui à ce titre sont inaliénables à défaut d'une procédure préalable de déclassement (ou d'une loi spéciale).

#### Réforme de l’audiovisuel
Dans le cadre d’une réorganisation de l’audiovisuel extérieur, elle réalise la fusion de RFI, France 24 et TV5Monde au sein de la Société de l'audiovisuel extérieur de la France. Elle est chargée de conduire une réforme de l’audiovisuel public, marquée par un accent sur la culture aux heures de grande écoute sur France Télévisions. Lors de cette réforme, la suppression de la publicité, mesure appuyée par Georges-Marc Benamou, est annoncée sans qu’elle soit consultée ou avertie.

#### Élections municipales de 2008
Elle se présente aux élections municipales de 2008 derrière Vincent Roger, tête de liste de la majorité présidentielle dans le 4e arrondissement de Paris où, selon son entourage, elle souhaite « apporter sa connaissance de Paris » et se battre sur trois fronts : « le plan de sauvegarde du Marais, la création d’un festival culturel du Marais, et la revalorisation de la dimension patrimoniale et culturelle du Marais ». Élue conseillère municipale d’opposition, peu impliquée ni présente, elle démissionne peu de temps après.

#### Loi sur les archives
En juin 2008, elle porte la loi sur les archives, à laquelle la Direction des archives de France travaillait depuis de nombreuses années ; cette loi vise à faciliter l’accès aux archives et renforcer leurs protections. Elle est critiquée par l’Association des archivistes français (AAF),.

#### Loi Hadopi et départ de la rue de Valois

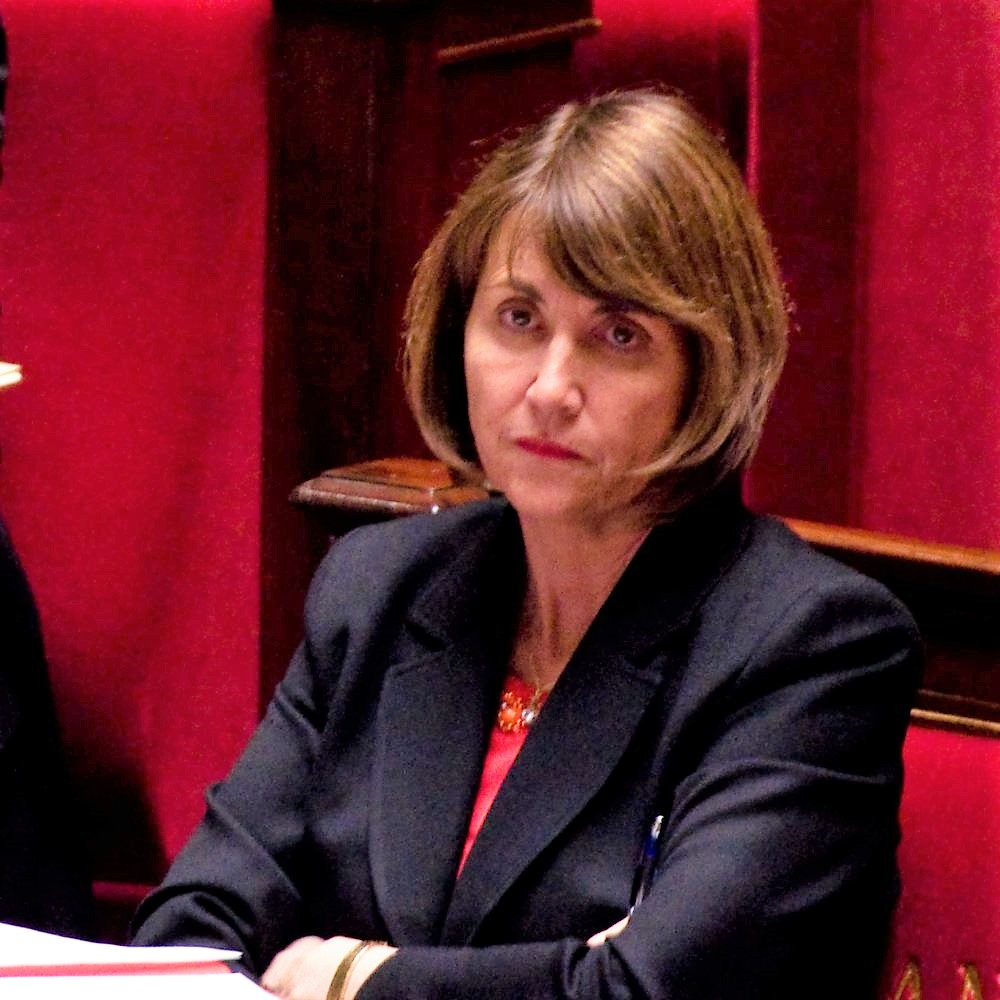
Christine Albanel lors des débats à l’Assemblée sur la loi Hadopi.

En juin 2009, elle sort affaiblie du débat parlementaire sur le projet de loi « Création et Internet » dite « loi Hadopi », voulu par Nicolas Sarkozy. En effet, critiqué par les experts des technologies numériques, dénoncé par les députés de gauche et certains de la majorité comme « liberticide » et techniquement irréalisable, attaqué par le Parlement européen, le texte est rejeté par l’Assemblée nationale à l’issue de la commission mixte paritaire, puis les principales mesures de la version adoptée en nouvelle lecture sont jugées anticonstitutionnelles par le Conseil constitutionnel.
De plus, durant ce débat, Libération révèle qu’un membre du cabinet de la ministre a transmis à la direction de TF1 le courrier électronique du responsable du pôle innovation web du groupe, Jérôme Bourreau-Guggenheim, envoyé à titre personnel à la députée Françoise de Panafieu pour l’informer de son jugement et des problèmes techniques liés à la mise en place d’un tel projet. Cette missive ayant conduit au licenciement du cadre de TF1, Christine Albanel est contrainte de mettre à pied, un mois après avoir refusé sa démission, ce collaborateur, qui se révèle être son directeur adjoint, Christophe Tardieu, qui la seconde depuis sa nomination au château de Versailles.
La loi censurée est promulguée le 12 juin 2009, mais opposants et professionnels de la justice la jugent inapplicable, tandis que la ministre promet « un petit texte à la rentrée pour compléter », ayant fait de cette loi une réalisation importante de son ministère, dont l’abandon ferait que « [sa] présence au ministère de la Culture n’aurait aucun sens ». 
Lors du remaniement ministériel du 23 juin 2009, elle est remplacée par Frédéric Mitterrand.

### Après le gouvernement
Elle refuse, selon la presse, de remplacer Frédéric Mitterrand à la tête de la Villa Médicis, avant d'être chargée en novembre 2009 d’une mission sur le « passage de l’économie du livre à l’ère du numérique » qui aboutit au rapport Pour un livre numérique créateur de valeurs, remis le 15 avril 2010.
Initialement pressentie pour succéder à Bruno Racine à la présidence de la Bibliothèque nationale de France, elle rejoint finalement, en tant que directrice exécutive chargée de la communication interne, externe, du mécénat et de la stratégie contenus de la nouvelle équipe, la nouvelle direction de France Télécom menée par Stéphane Richard, à partir du 1er avril 2010. Le 9 juillet 2012, elle devient directrice exécutive chargée de la responsabilité sociétale des entreprises (RSE), des événements, des partenariats culturels et institutionnels et de la solidarité. Elle a aussi la charge de la fondation Orange.
En mars 2015, elle est prise à partie par Thibault de Montbrial, chargé de défendre Frédérique Dumas, ancienne patronne de la filiale cinéma Orange Studio (ex-Studio 37), pour licenciement abusif, contre Stéphane Richard et Christine Albanel. L'avocat déclare : « c'est la première fois que je vois les administrateurs d'une filiale d'un groupe coté attester faussement du déroulement d'un conseil d'administration. Et c'est effarant qu'une ancienne ministre s'y soit prêté. Cela en dit long sur le management du groupe ! ». Elle est remplacée par David Kessler, ancien conseiller culturel de François Hollande à l'Élysée. Frédérique Dumas porte plainte contre Christine Albanel et d'autres dirigeants du groupe pour faux et usage de faux. 
Elle siège bénévolement au comité de déontologie créé par l'entreprise Endemol France à partir de 2010,.
Elle est membre permanent du jury du Prix des prix littéraires depuis 2011.
Début 2014, elle devient membre de la Haute Autorité présidée par la juriste Anne Levade chargée d'organiser la primaire ouverte de la droite et du centre de 2016. Elle annonce l’année suivante soutenir Alain Juppé, candidat à ce scrutin.
Elle obtient en 2019 sa radiation des cadres du Conseil d'État. À la fin de cette même année, elle est l'une des trois personnalités qualifiées nommées pour siéger au conseil d'administration de l'établissement public chargé de la conservation et de la restauration de la cathédrale Notre-Dame de Paris,.

## Décorations
- Officier de la Légion d'honneur (décret du 11 juillet 2014[47]), chevalier en 2003.

## Détail des mandats et fonctions

### Au gouvernement
- 18 mai 2007 – 23 juin 2009 : ministre de la Culture et de la Communication.
- 18 mai – 18 juin 2007 : porte-parole du gouvernement.

### Au niveau local
- 21 mars 1986 – 27 mars 1992 : conseillère régionale d’Île-de-France.
- 21 mars 1998 – 28 mars 2004 : conseillère régionale d’Île-de-France.
- 18 mars – 18 août 2008 : conseillère du 4e arrondissement de Paris.

### Autres
- 7 juillet 2003 – 8 juin 2007 : présidente de l’établissement public du musée et du domaine national de Versailles.
- 2008-2009 : présidente du Conseil du livre.
- Depuis novembre 2023 : présidente de l'Autorité de régulation professionnelle de la publicité[48]

## Œuvres
Christine Albanel est l’auteure d’œuvres de fiction.

### Théâtre
- La Maison Ambuse, J.-C. Lattès, 1981.
- Hôtel Jawat et de la Plage, mise en scène André Oumansky, Comédie de Paris, 1983.
- Barrio Chino, Actes Sud, 1987 (pièce créée au Petit Odéon, avec Bernadette Lafont).
- Le Domaine de Marie-Antoinette, Société française de promotion artistique, Paris, 2006.

### Roman
- Une mère insensée, Flammarion, 1994.